# Rio Touloubre
O rio Touloubre é um rio localizado no departamento de Bouches-du-Rhône, região de Provence-Alpes-Côte d'Azur, no sudeste da França. Desagua no mar Mediterrâneo após passar pela lagoa de Berre. Tem 59 km de comprimento. 
O rio Touloubre atravessa 1 departamento, 11 comunas e 5 cantões:
- Departamento de Bouches-du-Rhône (13)
  - Comunas de Venelles (fonte), Aix-en-Provence, Éguilles, Saint-Cannat, Lambesc, La Barben, Pélissanne, Salon-de-Provence, Grans, Cornillon-Confoux, Saint-Chamas (foz).

Em termos de cantões, passa pelo cantão de Aix-en-Provence-Nord-Est, atravessa o cantão de Aix-en-Provence-Sud-Ouest, o cantão de Pélissanne e o cantão de Salon-de-Provence, e termina no cantão de Berre-l'Étang.